# Цыпнятов, Иван Геннадьевич
Ива́н Генна́дьевич Цыпнято́в (род. 31 мая 1995, Вельск, Архангельская область, Россия) — российский хоккеист, игравший в составе клубов «Дженералз» и Краматорск, выступающих в чемпионате Украины.

## Биография
Воспитанник хоккейной школы череповецкой «Северстали». Дебютировал в клубах Молодёжной хоккейной лиги — череповецком «Алмазе» (2013—2015), воскресенском МХК «Химик» (2014/2015) и кирово-чепецкой «Олимпии» (2015/2016).
В сезоне 2016/2017 представлял киевский «Дженералз», выступающий в украинском чемпионате.
В сезоне 2017/2018 года представлял саранскую «Мордовию» (Первенство Высшей хоккейной лиги). С 24 октября 2018 года перешёл в клуб Украинской хоккейной лиги «Кременчуг». В сезоне 2019/2020 выступал в составе ХК «Чебоксары» (первенство ВХЛ), в сезоне 2020/2021 — в составе новичка Украинской хоккейной лиги клуба Краматорск.